# Andrena asteroides
Andrena asteroides är en biart som beskrevs av Mitchell 1960. Andrena asteroides ingår i släktet sandbin, och familjen grävbin. Inga underarter finns listade i Catalogue of Life.

## Bildgalleri

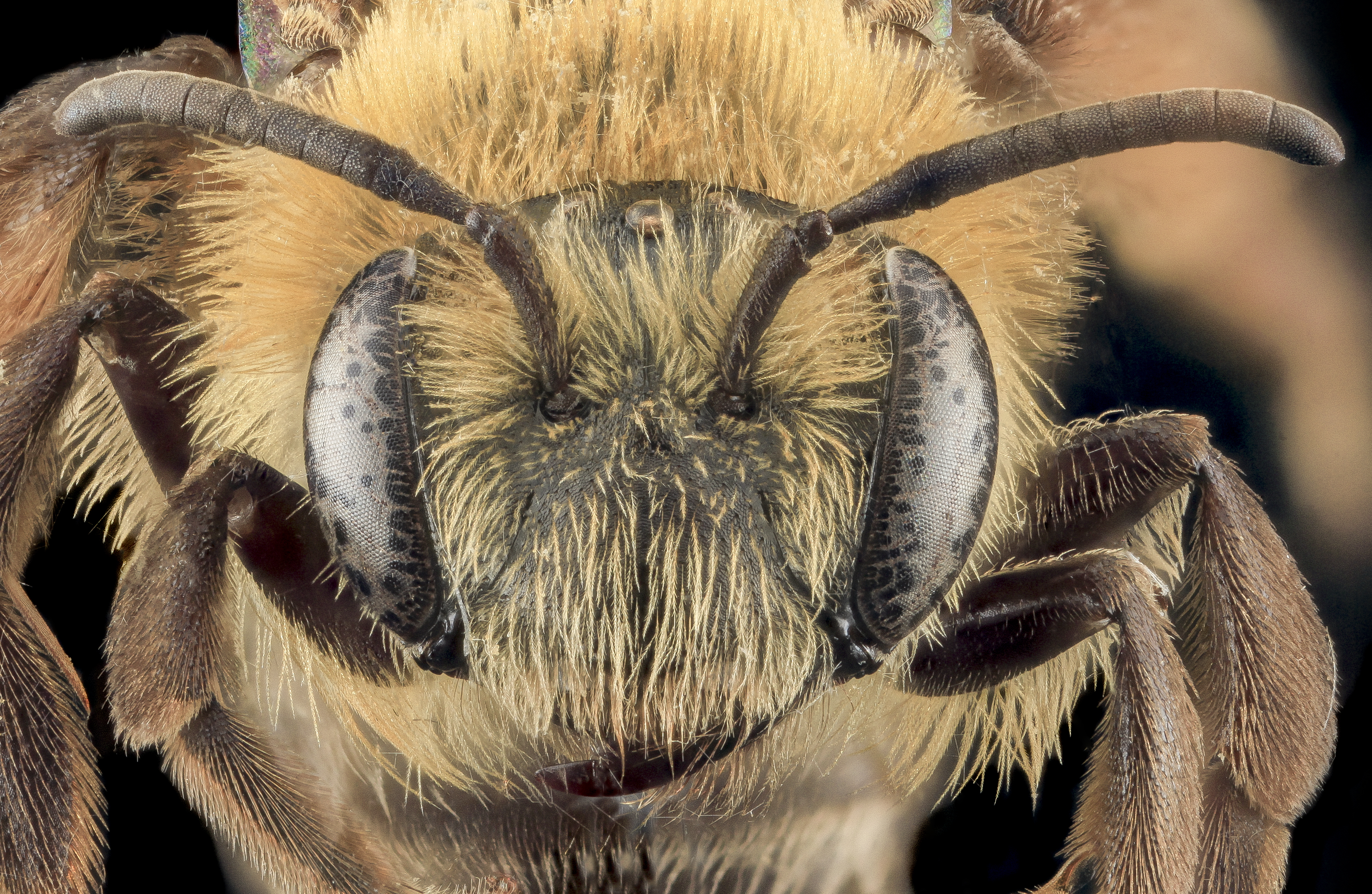
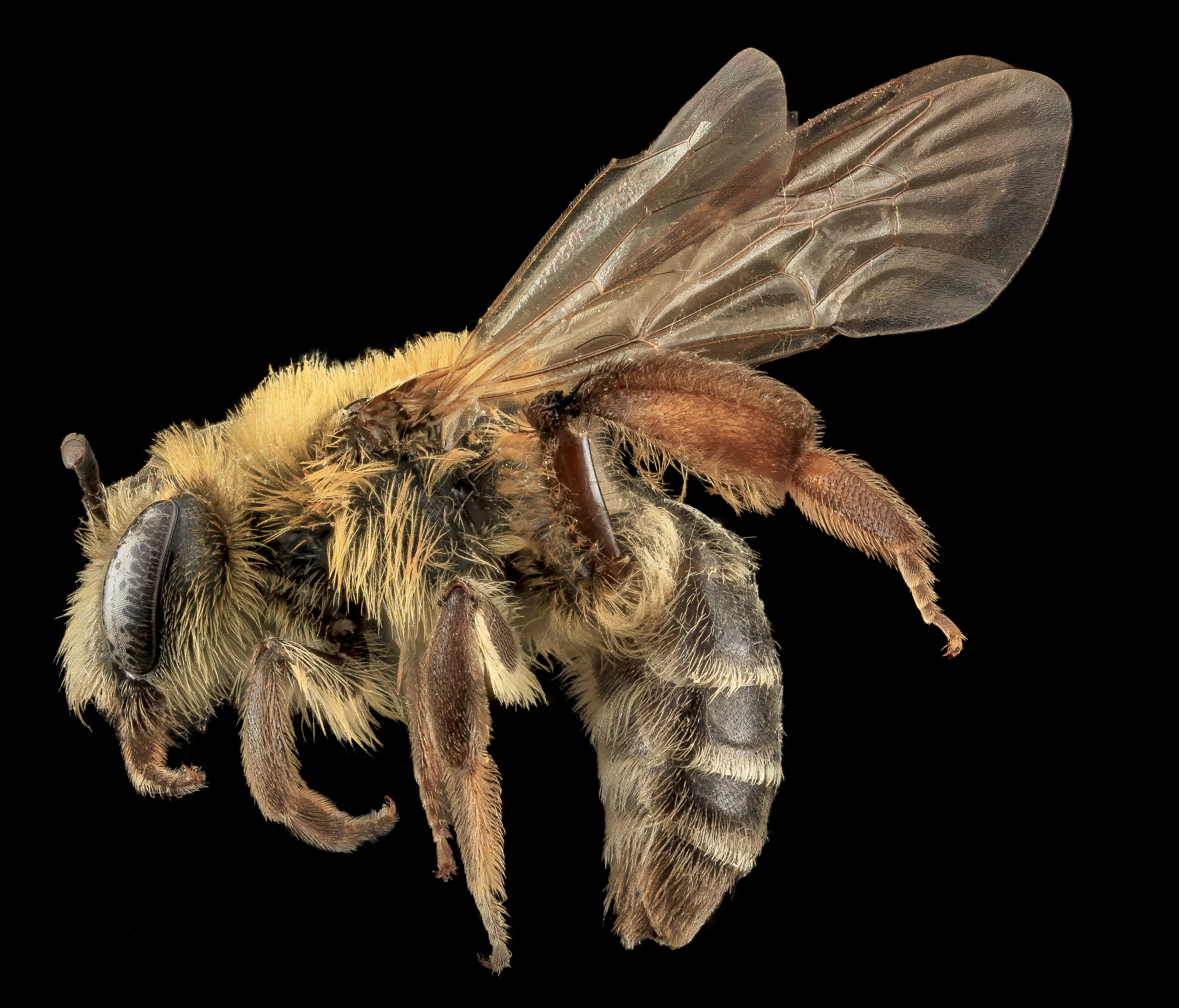
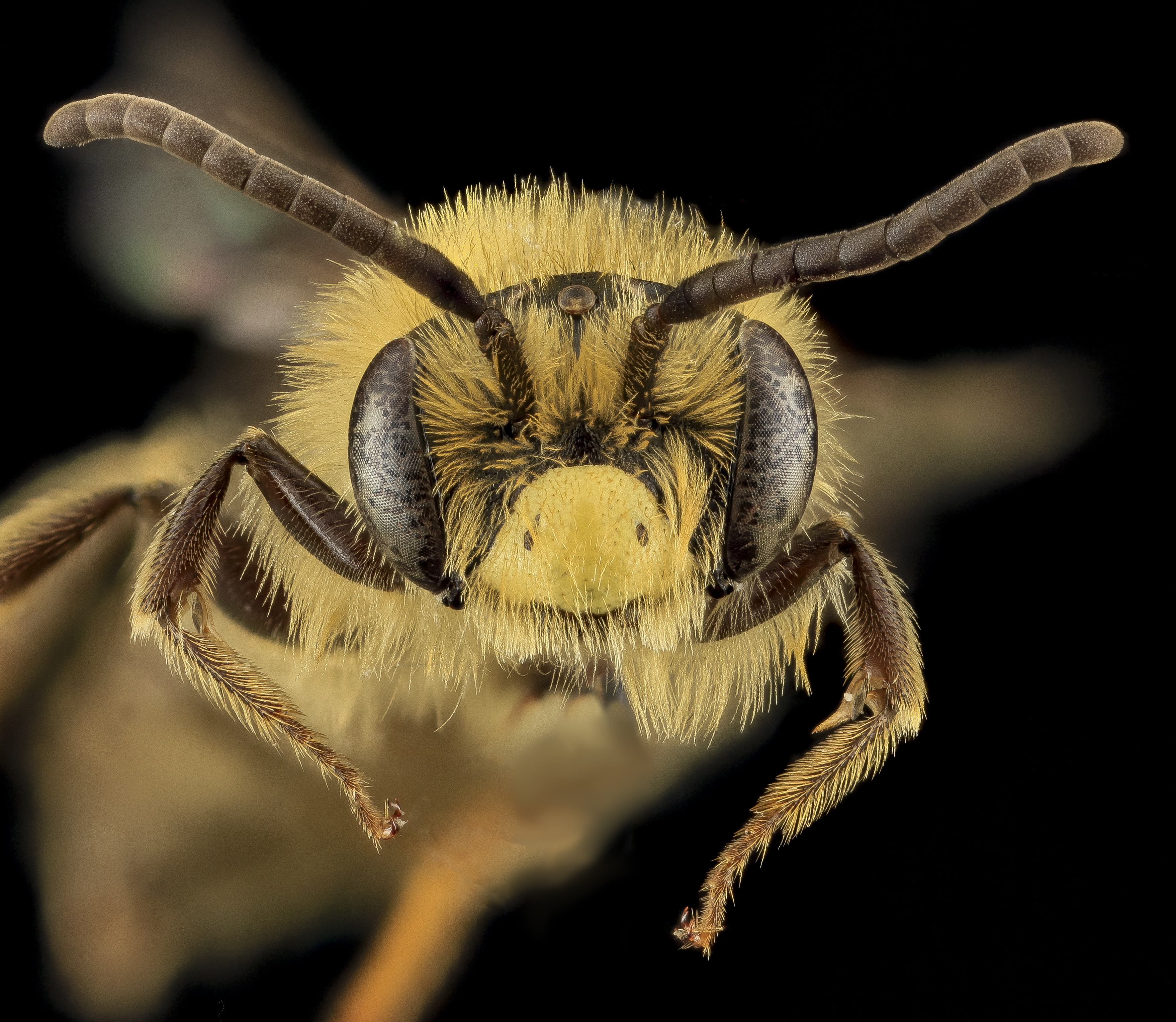